# لانا (کومونه)
لانا (به ایتالیایی: Lana) یک کومونه در ایتالیا است که در تیرول جنوبی واقع شده‌است. لانا ۳۶ کیلومتر مربع مساحت و ۱۱٬۲۰۶ نفر جمعیت دارد و ۳۱۰ متر بالاتر از سطح دریا واقع شده‌است.